# Chiropodomys pusillus
Chiropodomys pusillus е вид гризач от семейство Мишкови (Muridae).

## Разпространение
Този вид е разпространен в Индонезия и Малайзия.

## Описание
На дължина достигат до 9,4 cm, а теглото им е около 28,9 g.